# خلیج سارونیک

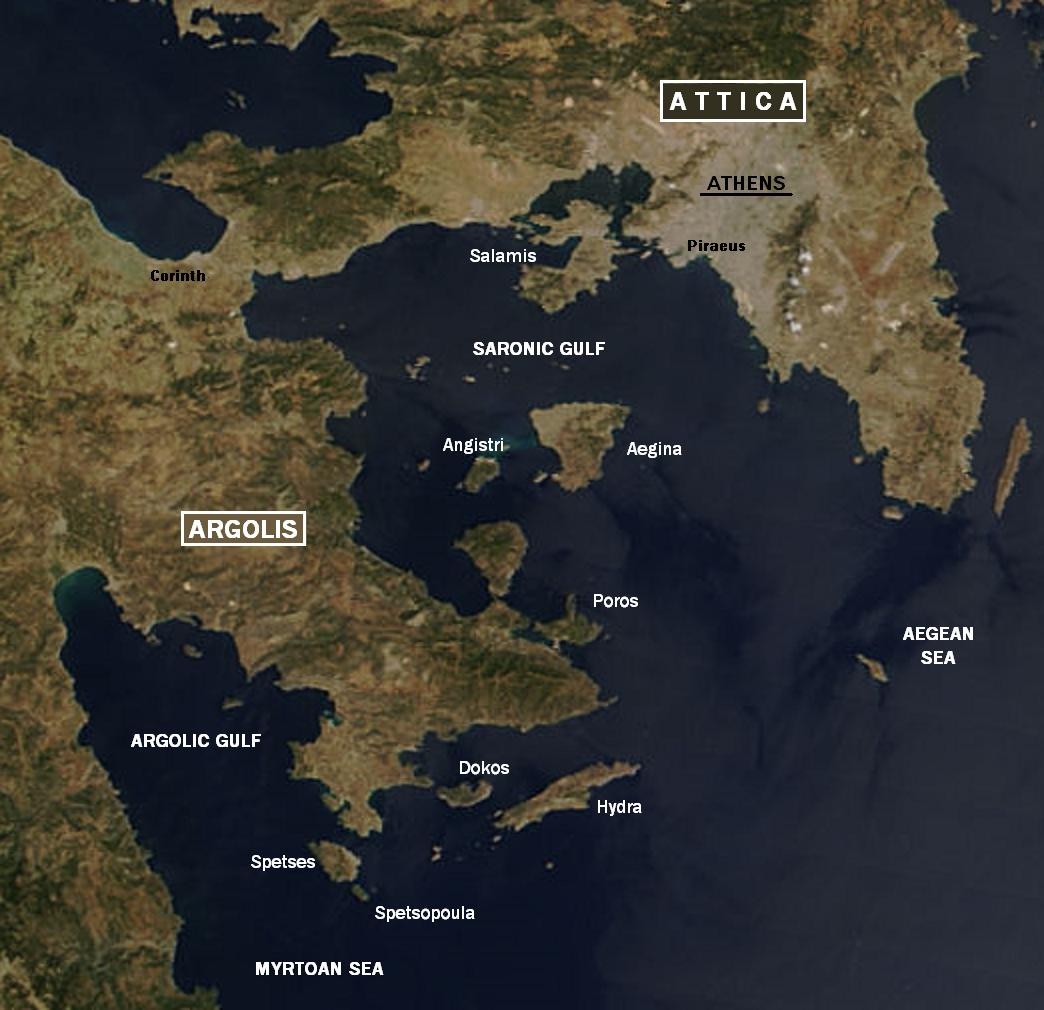
موقعیت سارونیک در نقشهٔ جغرافیایی

خلیج سارونیک (به یونانی: Saronikós kólpos ،Σαρωνικός κόλπος)، یا خلیج اگانتیس، یک خلیج واقع در یونان است که بخشی از دریای اژه می‌باشد. سارونیک در شرق کانال کورنیس و در پایانهٔ شرقی خلیج کورنیس قرار دارد.